# La luna su Torino
La luna su Torino è un film commedia del 2013 scritto e diretto da Davide Ferrario.

## Trama
Ugo è un quarantenne sfaccendato e amante di Leopardi, dell'arte moderna e dei manga sexy. Ha ereditato un casale sulle colline torinesi e un gruzzolo. Affitta (senza però ricordarsi di chiedere l'affitto) due stanze a Maria, cinefila e sognatrice che lavora in un’agenzia di viaggi e a Dario, studente universitario impiegato part-time allo zoo.
I tre trascorrono le proprie giornate abbastanza passivamente e sempre nell'attesa che un qualcosa di eclatante cambi quanto prima loro la vita. Esili storie, vicine ma contigue, che non trovano una soluzione definitiva anche quando dovranno abbandonare la casa, pignorata dalla banca perché Ugo finisce tutti i soldi dell'eredità.

## Distribuzione
Il film è stato presentato all'8º Festival del film di Roma il 9 novembre 2013 e distribuito nelle sale italiane il 27 marzo 2014.
Per la distribuzione internazionale è stato scelto il titolo 45th Parallel.